# San Marino op het Eurovisiesongfestival 2022

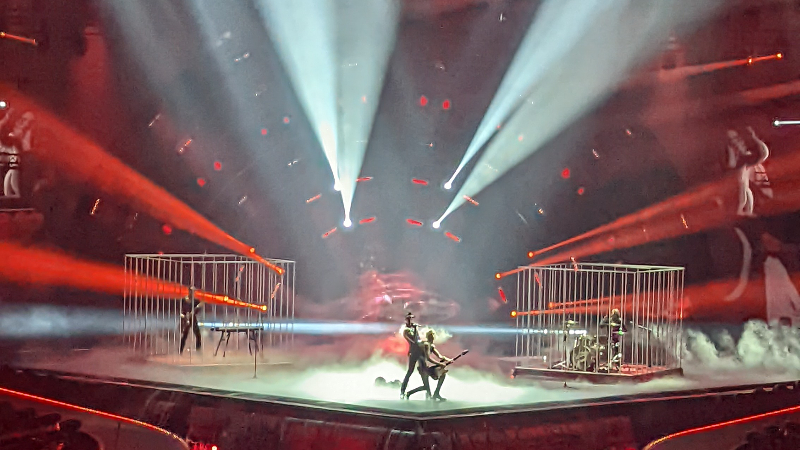
Achille Lauro wist geen finale plek te behalen.

San Marino nam deel aan het Eurovisiesongfestival 2022 in Turijn, Italië. Het was de twaalfde deelname van het land op het Eurovisiesongfestival. Omroep SMRTV is verantwoordelijk voor de San Marinese bijdrage voor de editie van 2022. Achille Lauro vertegenwoordigde het land in Turijn, maar wist met het lied Stripper de finale niet te bereiken.

## Selectieprocedure
Op 22 september 2021 maakte de San Marinese omroep de plannen voor het Eurovisiesongfestival bekend. Na een paar interne selecties koos San Marino de bijdrage weer via een nationale selectie. De titel daarvan, Una Voce per San Marino, was al eerder bekendgemaakt. De selectie werd opgesplitst in twee delen met een open en een gesloten selectie. In het open deel kon iedereen zich aanmelden met een origineel nummer. Na een aantal castingdagen werden minimaal veertig kandidaten doorgestuurd naar de halve finales die dagelijks van 9 tot en met 12 februari plaatsvonden. Per voorronde gingen de eerste vier artiesten door naar de finale van de eerste fase. Voor een aantal afvallers was er op 13 februari nog plek in de herkansingsronde. Daaruit kwam nog één nieuwe finalist. Op 16 februari vond de finale plaats voor de groep vanuit de open casting. Van de zeventien kandidaten gingen er negen door naar de uiteindelijke finale op 19 februari. Daar kregen ze gezelschap van tien kandidaten die buiten de open selectie om waren geselecteerd. Die namen werden op 8 februari bekendgemaakt waarbij onder anderen Burak Yeter, Ivana Spagna en Achille Lauro direct voor de finale geplaatst waren.
Uit de achttien kandidaten in de finale kiest een jury uiteindelijk de inzending van San Marino. Achille Lauro wist uiteindelijk de finale te winnen, de Italiaanse zanger nam al diverse malen deel aan het Sanremo festival, waaronder in 2022 toen hij 14e werd. Een paar dagen na dat festival stond hij echter ineens ook bij het deelnemers in San Marino waar hij  de finale van Una Voce per San Marino won met het nummer Stripper. De zanger Lauro De Marinis, zijn echte naam, is sinds 2012 actief in de muziekwereld. Burak Yeter & Alessandro Coli eindigden als tweede; de Brit Aaron Sibley werd derde voor Spagna, in Nederland vooral bekend van de jaren tachtig-hit Call Me.

## Una voce per San Marino 2022
| Startplek | Artiest                               | Lied                          | Punten | Plaats |
| --------- | ------------------------------------- | ----------------------------- | ------ | ------ |
| 1         | Elena & Francesco Faggi               | "Nothing Can Blow Me Out"     | 31     | 11     |
| 2         | Matteo Faustini                       | "L'ultima parola"             | 35     | 5      |
| 3         | Aaron Sibley                          | "Pressure"                    | 39     | 3      |
| 4         | Ivana Spagna                          | "Seriously in Love"           | 37     | 4      |
| 5         | Vina Rose                             | "Sweet Denial"                | 34     | 7      |
| 6         | Cristina Ramos                        | "Heartless Game"              | 31     | 11     |
| 7         | Alessia Labate                        | "World Falls Down"            | 27     | 17     |
| 8         | Achille Lauro                         | "Stripper"                    | 41     | 1      |
| 9         | Mate                                  | "DNA"                         | 27     | 17     |
| 10        | Tony Cicco, Deshedus & Alberto Fortis | "Sono un uomo\|"              | 33     | 9      |
| 11        | Basti                                 | "Running"                     | 31     | 11     |
| 12        | Francesco Monte                       | "Mi ricordo di te"            | 35     | 5      |
| 13        | Kurt Cassar                           | "Tears of Gold"               | 30     | 16     |
| 14        | Valerio Scanu                         | "Io credo"                    | 31     | 11     |
| 15        | MeriCler                              | "Tiramisù"                    | 33     | 9      |
| 16        | Burak Yeter ft. Alessandro Coli       | "More Than You"               | 40     | 2      |
| 17        | Camille Cabaltera                     | "Move 'Em Like You Never Did" | 34     | 7      |
| 18        | Fabry & Labiuse ft. Miodio            | "Blu"                         | 31     | 11     |

## In Turijn
San Marino nam deel aan tweede halve finale. Achille Lauro zorgde voor een energieke act, echter wist hij hiermee niet de finale te behalen. San Marino eindigde als veertiende in de halve finale, van de Belgische jury kreeg het land het maximum van de punten.
2008 · 2009-2010 · 2011 · 2012 · 2013 · 2014 · 2015 · 2016 · 2017 · 2018 · 2019 · 2020 · 2021 · 2022 · 2023 · 2024 · 2025
Albanië · Armenië · Australië · Azerbeidzjan · België · Bulgarije · Cyprus · Denemarken · Duitsland · Estland · Finland · Frankrijk · Georgië · Griekenland · Ierland · IJsland · Israël · Italië · Kroatië · Letland · Litouwen · Malta · Moldavië · Montenegro · Nederland · Noord-Macedonië · Noorwegen · Oekraïne · Oostenrijk · Polen · Portugal · Roemenië · San Marino · Servië · Slovenië · Spanje · Tsjechië · Verenigd Koninkrijk · Zweden · Zwitserland